# 窮白人
《窮白人》（英語：Poor White）是舍伍德·安德森所寫的美國小說，於1920年出版。

## 情節
內容講述一名發明家休·麥克維（Hugh McVey），在密西西比河岸的貧窮生活中成功的故事。小說展示出工業革命在美國農村中心區域的影響力。

## 外部鏈結
- Project Gutenberg edition of Poor White （页面存档备份，存于）